# タイガース検定
阪神タイガース検定（はんしんタイガースけんてい）は、日本プロ野球球団の阪神タイガースに関する知識を問う検定。
阪神タイガース球団承認で、問題作成は阪神タイガース検定事務局。

## ネット検定
阪神タイガース・ネット検定は、インターネットで受験する。タイガース検定の中で最初に行われた。入門編と位置づけられていて、基本問題とそのシーズンの問題が出題される。四答択一式が50問、制限時間は60分で、試験結果は後日電子メールで送られてくる。100満点中80点以上が合格で、合格者には合格証が郵送される。複数の問題パターンが用意されている。受験料は3000円。
第1回は、2006年（平成18年）12月15日～12月25日に開催。

## 会場試験
阪神タイガース検定（会場試験）は、会場で受験する。第１回は、2007年6月24日に大阪府内（関西大学）で実施され487人が受験。難易度の高い問題が出題され四答択一式が100問、制限時間は75分。8割以上正解で合格。受験料は税込みで5250円。合格者のうち最高得点者には、金のバッジと認定証が次点には銀のバッジと認定証が80点以上の残りの合格者全員に銅のバッジと認定証がそれぞれ贈られる。7月10日に合格発表がインターネット上で行われ18名が合格した。
第2回は、2008年7月13日に大阪市内（OMMビル会議室）で実施され102人が受験。難易度の高い問題が出題され四答択一式が100問、制限時間は75分。8割以上正解で合格。受験料は税込みで5250円。合格者のうち最高得点者には、金のワッペンと認定証が次点には銀のワッペンと認定証が80点以上の残りの合格者全員に銅のワッペンと認定証がそれぞれ贈られる。8月20日に合格発表がインターネット上で行われる。
その後、会場試験・ネット試験はともに毎年継続して開催されていた。

## 補足
- 2007年6月24日に会場試験にて出題された問題は、翌日・6月25日付のデイリースポーツに掲載された。
- 2010年4月19日、モバイル版をオープン。